# Grandes Retóricos

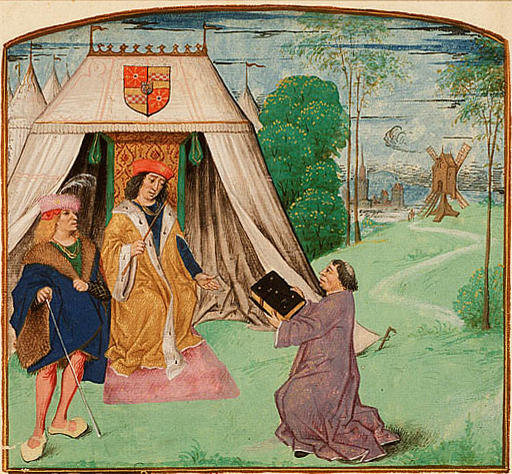
Jean Mollinet, uno de los posteriormente llamados Grandes Retóricos.

El término Grandes Retóricos (en francés grands rhétoriqueurs) se acuñó durante el siglo XIX para designar despectivamente una serie de poetas franceses de finales del siglo XV. El término también alude a los "retóricos" de la Edad Media.
Su nombre procede de la "segunda retórica", que codifica la poesía. No constituyen una escuela propiamente dicha, pero al ser personajes cercanos a los príncipes, diplomáticos, o secretarios, y comunicándose entre sí a veces, adoptaron principios de escritura similares. 
Grupo innovador, afirman su virtuosismo técnico en poemas amplios y recargados, desarrollan las metáforas, abundan en juegos poéticos (acrósticos, palíndromos, rimas equívocas, calambures...). Estos juegos les permiten experimentar con las posibilidades de la lengua francesa en un momento en el que ésta se está estabilizando: los poemas tienen como objetivo ilustrar la lengua, prefigurando de alguna manera las búsquedas y ejercicios de estilo del Oulipo.
Estos poetas viven en cortes nobles o reales. Se les paga para que demuestren su virtuosismo, pero también para que elogien al mecenas que los alimenta.

## Rehabilitación
Recientes investigaciones y trabajos (especialmente los de Paul Zumthor) han ayudado a rehabilitar el prestigio de los grandes retóricos por su afán innovador y su búsqueda estética.

## Grandes Retóricos
Se cuentan entre ellos:
- siglo XV:
  - Georges Chastelain (1415-1475)
  - Jean Meschinot (1422-1490) en la corte de Bretaña
  - Olivier de la Marche (1425-1502)
  - Octavien de Saint-Gelais (1468-1502)
  - Jean Molinet (1435-1507), en la corte de Borgoña
- siglo XVI:
  - Jean Lemaire de Belges (1473-1515?), primero en la corte de Borgoña, y luego en la de Francia.
  - Guillaume Crétin (?-1525)
  - Jean Marot (hacia 1450-1526), en la corte de Francia
  - André de La Vigne (hacia 1470-después de 1515)
  - Jean Bouchet (1476-1557)
  - Jean Robertet